# Golden Apple Comics
Golden Apple Comics è un noto negozio di fumetti situato ad Hollywood. È uno dei più celebri negozi di fumetti ed è apparso in numerosi film.

## Storia
Il proprietario iniziale del negozio, Bill Liebowitz, era un campione di yo-yo negli anni Cinquanta, un cofondatore di Rhino Records, e ha avuto ruoli ricorrenti in Archie Comics. Aprì Golden Apple ad Hollywood nel 1979, e un secondo negozio a Northridge (California) nel 1983. Liebowitz era noto per possedere autografi di artisti e scrittori di fumetti e per la sua campagna attivista contro la censura.
Dopo la morte di Liebowitz avvenuta nel 2004, la moglie (ormai vedova) Sharon ed il figlio Ryan proseguirono l'attività gestendo il negozio.
Nell'Aprile del 2009 il negozio di Northridge viene venduto ad Earth 2 Comics, e diventa quindi la loro seconda filiale.
Nel 2010, Golden Apple diventa lo sponsor ufficiale del popolare podcast settimanale geek Bagged & Boarded.

## Apparizioni pubbliche
Il negozio appare in numerosi video e film, tra cui il filmato della canzone "White & Nerdy" dei "Weird Al" Yankovic (nel video il protagonista nerd compra dei fumetti proprio al Golden Apple) ed il film  Free Enterprise (1998) dove Sharon Liebowitz recita la parte di sé stessa. Blair Butler, esperto di fumetti di G4TV, ospita spesso il suo segmento della trasmissione televisiva americana Attack of the Show, chiamato "Fresh Ink", al Golden Apple. È apparso anche in un episodio della serie televisiva poliziesca Raines, nel quale un artista di fumetti che frequentava il Golden Apple viene ucciso.
Golden Apple ospita regolarmente celebrità quali Stan Lee, Frank Miller, Marc Silvestri e George A. Romero, ed è stato frequentato nella storia da personaggi quali Michael Jackson e Michael Boatman. Il vicepresidente di DC Comics, Bob Wayne, ha definito il Golden Apple Comics come "uno dei più importanti negozi di fumetti nel mondo".